# 공의무
공의무(公義務)란 공권에 대응하는 행정법상 개념으로서 타인의 이익을 위해 의무자의 의사에 가해진 공법상의 구속을 의미한다. 하나의 법관계에서 공권과 공의무는 언제나 대칭적인 관계에 놓이는 것만은 아니다. 한편, 공의무는 주체에 따라 행정주체가 지는 의무, 개인이 지는 개인적 공의무, 내용에 따라 작위의무, 부작위의무, 수인의무, 급부의무, 근거에 따라 법규에 의해 발생하는 의무, 행정행위에 근거한 의무 등으로 나눌 수 있다.

## 종류
행정주체가 지는 의무로서 [공무원]] 봉급지급의무, 배상금지급의무 등이 있고, 개인이 지는 의무로서 구체적인 납세의무, 수수료 납부의무, 국방의무가 있다.
내용에 따른 분류로 건축허가발령의무와 같은 작위의무, 사익을 위한 경찰처분의 불발령의무와 같은 부작위의무가 있고 근거에 따라 법규에 의해 발행하는 의무인 도로교통법준수의무, 과세처분에 따른 구체적인 납세의무인 행정행위에 근거한 의무가 있다.

## 특색
공의무는 공법상 계약과 같이 의무자의 의사에 따라 발생하기도 하나, 법령 또는 법령에 근거한 행정행위에 의해 발생함이 일반적이다. 특히 개인적 공의무의 경우에는 포기와 이전이 제한되기도 하고, 의무의 불이행시에는 행정상 강제수단이 가해지기도 하며, 의무의 위반시에는 행정벌이 가해지기도 한다. 병역의무는 이전이 금지되나, 납세의무는 대체이행이 가능하며, 경제적 성질을 가지는 공의무는 이전이나 상속이 가능하다.

## 판례
A법인과 B법인이 B법인으로 합병한 경우, 존속하는 법인인 B법인이 소멸하는 법인인 A법인의 납세의무를 승계한다.

## 참고 문헌
- 김철용, 행정법, 고시계사, 2015.

## 같이 보기
- 개인적 공권
- 의무